# Vampirski dnevnik
Vampirski dnevnik je zbirka treh romanov, ki so nastali na osnovi uspešnic avtorice Lise Jane Smith Vampirkin dnevnik (The Vampire Dairies) ter istoimenske TV serije. Avtorja Vampirskega dnevnika sta Kevin Williamson in Julie Plec.

## Stefanov dnevnik #1 - Origins
Noč je čas, ko človeška bitja mirno spijo, hkrati pa je tudi čas, ko vampirji lovijo. Stefan noče biti tak kot ostali vampirji, zato ponoči piše dnevnike. Pisanje dnevnikov mu pomaga, da odvrne svoje misli od želje po uživanju krvi.
Stefan v svoj dnevnik zapiše zgodovino, čas, ko je po je bil še človek.
Vse se je začelo davnega leta 1864 v Mystic Falls, ko se je takrat 17-letni Stefan spraševal o smislu svojega življenja. Njegov starejši brat je med tem v vojni, ki divja v Atlanti, zato Stefan nima nobenega zaupnika, s katerim bi se lahko odkrito pogovoril o svojih težavah. V tem času pa se v Mystic Falls pričnejo dogajati nenavadne stvari. Vrstijo se številni napadi na živali, katerih trupla ostajajo nedotaknjena, njihova kri pa izpita do zadnje kaplje. Po mestu začnejo krožiti govorice, da živali napadajo demoni.
Stefanov oče je strog in njegova vzgoja naj bi sinova naredila močna. Kljub temu pa se Damon konstantno upira njegovi volji in ukazom. Oče zato vse upe polaga na Stefana, saj v njem vidi sina, ki bo ohranil dobro ime družine. Prav zato oče hrepeni po tem, da bi se njegov mlajši sin poročil z Rosalyn Cartwright, šestnajstletnim dekletom mestnega bankirja. Seveda pa očeta ne zanima kaj čuti Stefan do Rosalyn, temveč ga zanima le dejstvo, da bo v primeru poroke med Stefanom in Rosalyn, lahko razširil svojo posest.
Oče spodbuja Stefana naj zaprosi Rosalyn za roko. Stefan za to ne pokaže nobenega posebnega zanimanja, a oče vztraja. Stefanu podari celo zaročni prstan, ki je nekoč pripadal Stefanovi materi.
Na Salvatorjevo posest se priseli  Katherine Pierce, čedno šestnajstletno dekle, katerega starši so nedavno usodno preminili v tragični nesreči. Spremlja jo prijateljica Emily. Ko se Stefan prvič sreča s Katherine, je očaran nad njeno lepoto. Hkrati s tem, pa se vse bolj zaveda, kako zelo prisiljena je poroka z Rosalyn. Kljub temu Stefan vztraja trdno prepričan, da uresniči očetovo željo.
Damon se vrne iz vojne. Svojemu bratu stoji ob strani ter ga podpira, saj se dobro zaveda, da je Stefan v poroko prisiljen. Oče kmalu za tem priredi zabavo, na kateri naj bi Stefan končno zaprosil Rosalyn za roko. Večerje se udeleži tudi Katerine.
Oče je ponosen na Stefana, saj meni, da je poroka z Rosalyn najboljša rešitev za njegovega mlajšega sina. Priredi še eno zabavo, katero pa Stefan predčasno zapusti. Umakne se v očetov kabinet, kjer prebira Shakespearovega Mcbeatha. Kar naenkrat se v kabinetu pojavi Katherine in se zaplete s Stefanom. Najprej nekaj časa skupaj prebirata knjigo Mysteries of Mystic Falls, nato pa Katherine poljubi Stefana. Stefan se zave, da ni prav, da se zaročen zapleta z mladim dekletom, zato odide nazaj na zabavo in skuša najti Rosalyn. Pri iskanju je neuspešen, naposled pa jo le najde. Rosalyn ležala mrtva pod bližnjim drevesom. Njen vrat raztrgan, iz nje pa je izpita vsa kri.
Stefan ne more spati in si neprestano očita, da je za smrt Rosalyn kriv sam. Prepričan je namreč, da bi jo lahko rešil napada živali, če se le ne bi tisti čas zadrževal v očetovem kabinetu in se zapletal v romantično razmerje s Katherine. 
Na dan pogreba Stefan le zapusti sobo. Ob strani mu ves čas stoji Damon, oče pa ves čas poudarja, da so se v mestu Mystic Falls naselili demoni.
Po pogrebu je Stefan še vedno depresiven. Ne zapušča sobe in ne sprejema obiskov. Kljub temu pa k njemu pride Emily. Prinese mu polno košaro zdravilnih zelišč, ki naj bi Stefanu pomagala ozdraveti.
Oče še naprej pripoveduje sinovoma, da so se v mestu naselili demoni. Med ljudmi naj bi se namreč gibali vampirji, za katere je zančilno, da pijejo kri, nimajo duš in so nesmrtni. Damon očeta ne jemlje resno, a oče kljub temu vztraja. Odloči se, da se po pomoč obrne k Jonathanu Gilbertu in Sheriffu Forbesu. Pomoč in sodelovanje obljubi tudi Stefan, ki želi na vsak način maščevati Rosalynino smrt.
Nekega večera Stefana obišče Katherine. Pove mu, da ga ljubi.
Naslednji dan Stefan sam pride iz sobe. Njegovo dobro razpoloženje opazi tudi Damon, ki sklepa, da je za bratovo nenadno izboljšanje stanja verjetno zaslužna Katherine. V naslednjih dneh se Damon, Katherine in Stefan veliko družijo, pri tem pa Stefan postane ljubosumen na starejšega brata, saj sumi, da se tudi on zapleta z lepo Katerino.
Nekega večera Katerine povabi Stefana k sebi. Stefan jo skrivaj obišče v poznih večernih urah. S Katherine se najprej pogovarjata in se objemata, nakar Katherine Stefana ugrizne v vrat. Stefan je sprva presenečen, nato pa se prepusti dogajanju. Zbudi se šele naslednje jutro. Potipa svoj vrat in ugotovi, da sta na njem dve majhni luknjici, iz katerih še vedno krvavi. Po krajšem pogovoru Katherini obljubi, da njene skrivnosti ne bo izdal.
Stefan skrbno preveže rano in jo skrije za vratnikom srajice. Nato se skupaj z očetom odpravi na srečanje Jonathana Gilberta, Honorie Fells, Sheriffa Forbesa, Mayorja Lockewooda in Cordelie. Na srečanju naj bi namreč zbrani dorekli, kako se bodo obranili vampirjev ter na kakšen način jih bodo ujeli in uničili. Stefan na srečanju izve, da je vampirja možno ubiti le z ognjem ter lesenim bodalom, ki ga je potrebno zariti skozi srce. Za zaščito pred vampirji in njihovo posebno močjo pa je moč uporabiti posebno zelišče imenovanmo verbena. Gilbert zbranim tudi zaupa, da je izdelal poseben kompas, ki zaznava vampirje.
Damon in Stefan se srečata v gozdu. Stefan napelje pogovor tudi na Katherinino skrivnost. Kaj kmalu mu postane jasno, da tudi Damon ve, da je Katherine vampirka. Nato Damon ponovno odide v Vojno.
Ko se Stefan vrača s srečanja z Damonom, v daljavi zagleda Katherine v družbi še enega dekleta. Stefan se ustraši, da bo Katherine dekle ranila, a ko prispe na mesto dogodka, ugotovi, da sta tudi Pearl in Anna, hči in mati, ki delata v mestni lekarni, vampirki.
Oče opazi, da Damon in Stefan preživljata veliko časa v družbi Katherine. Prav tako ve, da sta oba njegova sinova zainteresirana za mlado dekle. Stefana skrbi, da bo oče odkril Katherinino skrivnost, a ta poskrbi za odnos z njegovim očetom sama. Večkrat zvečer obišče Salvatorjeve ter z njimi igra karte.
Bliža se Founders Ball in Katherine si želi, da jo Stefan spremlja na zabavi. Stefan njeni želji ustreže, a zabavo po nekaj plesih zapustita, saj ima Stefan občutek, da oče že lovi vampirje. Stefan in Katherine noč preživita sama v Katherinini sobici. Sredi noči pa Stefana zbudijo nenavadni kriki. Ko natančneje prisluhne, sliši množico moških, ki kričijo besedo »vampir«. Zbudi Katherine in jo posvari. Katherine zaupa Stefanu, da je njeno življenje v njegovih rokah, Stefan pa ji obljubi zaščito.
Septembra 1864 Stefan poizkuša prepričati očeta, da niso vsi vampirji enaki, a oče vztraja pri svojih ugotovitvah. Med pogovorom pa Stefan zagleda tudi očetov zemljevid mesta, na katerem so nekatere stavbe označene z velikim X. Stefan takoj opazi, da je med označenimi stavbami tudi mestna lekarna, v kateri delata Pearl in Anna. Takoj mu postane jasno, da je oče že označil hiše, kjer se nahajajo vampirji, zato se hitro odpravi h Katherine. Katherine je najprej prestrašena, nato pa jo Stefan vseeno pomiri. Na Stefanovo presenečenje Katherine ponovno ugrizne v njegov vrat, a tokrat se njeno telo nenadoma zvije od bolečine. Oče je namreč Stefanu skrivoma dodajal verbeno v hrano in pijačo.
Med tem ko Stefan nemočno gleda Katherine, ki se zvija od boleči, v sobo udre oče, ki Katherine porine leseno bodalo skozi srce. Katherine z bolečino v očeh opazuje Stefana, ki pa na dogajanje ne reagira. Še več, odpravi se k županu in ga pripelje na mesto dogodka. V nadaljevanju Salvatore skupaj z drugimi možmi z mesta polovi vampirje in jih zapre v kočijo.
Na prizorišču se pojavi Damon, katerega oči so polne bolečine. Stefan ugotovi, da Damon resnično ljubi Katherine, zato se odloči, da jo pomaga rešiti. Skupaj skujeta načrt. Damon spelje množico v napačno smer, med tem pa skupaj s Stefanom rešita Katherine. Vendar pa pri izstopu iz kočije sam Salvatore ustreli lastna sinova.
Zgodba se nadaljuje, ko se Stefan prebudi v neznanem prostoru. Emily mu prinese vodo in razloži, kaj se dogaja. Tako Stefan kot tudi Damon sta namreč v fazi transformacije iz človeka v vampirja. Njuna odločitev pa je, ali se bosta odločila spiti človeško kri in postati vampirja ali ne. Stefan najprej poišče Damona, ki mu pove, da se je že odločil za smrt. Katherine je bila namreč skupaj z drugimi 22 vampirji zažgana v stari cerkvi. Damon pa si življenja brez nje ni želel. Stefan se strinja z njim in se tudi sam odloči za smrt.
Pred smrtjo pa se Stefan odloči, da ponovno obišče očeta in se poslovi od njega. Oče je najprej presenečen, kako to, da je njegov sin še živ, nato pa spozna, da bo tudi Stefan postal vampir, če bo spil človeško kri. Oče zlomi leseno palico in skuša umoriti Stefana, a med poizkusom pade in palica se mu zarine skozi telo. Stefan vidi kri in ne more se upreti. Naredi požirek in transformacija je končana.
Kasneje Stefan v gozdu naleti na še eno dekle. Spije nekaj krvi, nato pa jo prinese v bližnji lokal, kjer jo ponudi tudi Damonu. Damon je sprva odločen, da krvi ne bo spil, a nato ga Stefan prisili in prepriča, da je kri tista, ki mu bo rešila življenje. Damon spije kri in se tudi sam spremeni v vampirja, hkrati pa ta transformacija pomeni tudi začetek spora med bratoma Salvatore.